# STS-8
STS-8 var den åttonde flygningen i det amerikanska rymdfärjeprogrammet och den tredje i ordningen för rymdfärjan Challenger. Den sköts upp från Pad 39A vid Kennedy Space Center i Florida den 30 augusti 1983. Efter drygt sex dagar i omloppsbana runt jorden återinträdde rymdfärjan i jordens atmosfär och landade vid Edwards Air Force Base i Kalifornien.

## Start och landning
Starten skedde klockan 02:32 (EDT) 30 augusti 1983 från Pad 39A vid Kennedy Space Center i Florida.
Landningen skedde klockan 00:40 (PDT) 5 september 1983 vid Edwards Air Force Base i Kalifornien.

## Uppdragets mål
Det experimenterades med köld och dess effekt på bryggan, och en 'lågflygning' (på ungefär 225 km) gjordes för att undersöka den tunna atmosfärens effekt på farkosten och om möjligt finna orsaken till ett, om natten, synligt ljussken som tycks komma från vissa delar av färjan.